# Propanoil-CoA C-aciltransferasi
La propanoil-CoA C-aciltransferasi è un enzima appartenente alla classe delle transferasi, che catalizza la seguente reazione:
3α,7α,12α-triidrossi-5β-colanoil-CoA + propanoil-CoA ⇄ CoA + 3α,7α,12α-triidrossi-24-osso-5β-colestanoil-CoA
Agisce anche sul diidrossi-5β-colestanoil-CoA e su altri derivati dell'acil-CoA a catena ramificata. L'enzima catalizza la penultima fase della formazione degli acidi biliari. Una parte dell'acido grasso è trasferita  dall'acil-CoA tioestere (RCO-SCoA) alla glicina o taurina (NH2R′) dalla acido biliare-CoA:amminoacido N-aciltransferasi (numero EC 2.3.1.65).